# Trapiantatore a punta
Il trapiantatore a punta è uno strumento utilizzato nel giardinaggio per trapiantare piante. Ha una forma generalmente cilindrica, di pochi centimetri di lunghezza, che termina con una punta metallica per facilitare la penetrazione nel terreno. In alcuni modelli il manico è a forma di T per facilitare l'impugnatura.